# Fångläger McKenzie
Fångläger McKenzie (engelska: The McKenzie Break) är en brittisk krigsfilm från 1970 i regi av Lamont Johnson.
Filmen bygger på Sidney Shelleys roman The Bowmanville Break.

## Handling
Under andra världskriget planerar en grupp tyska krigsfångar att fly från ett fångläger i Skottland.

## Rollista i urval
- Brian Keith - kapten Jack Connor
- Helmut Griem - kapten Schlütter
- Ian Hendry - major Perry
- Jack Watson - general Kerr
- Patrick O'Connell - fanjunkare Cox
- Horst Janson - löjtnant Neuchl
- Alexander Allerson - löjtnant Wollf
- John Abineri - kapten Kranz